# La Cellette (Creuse)
La Cellette ist eine Gemeinde in Frankreich. Sie gehört zur Region Nouvelle-Aquitaine, zum Département Creuse, zum Arrondissement Guéret und zum Kanton Bonnat. Sie grenzt im Norden an Sazeray, im Osten an Tercillat, im Südosten an Bétête, im Süden an Genouillac und im Westen an Moutier-Malcard und Nouziers.

## Bevölkerungsentwicklung

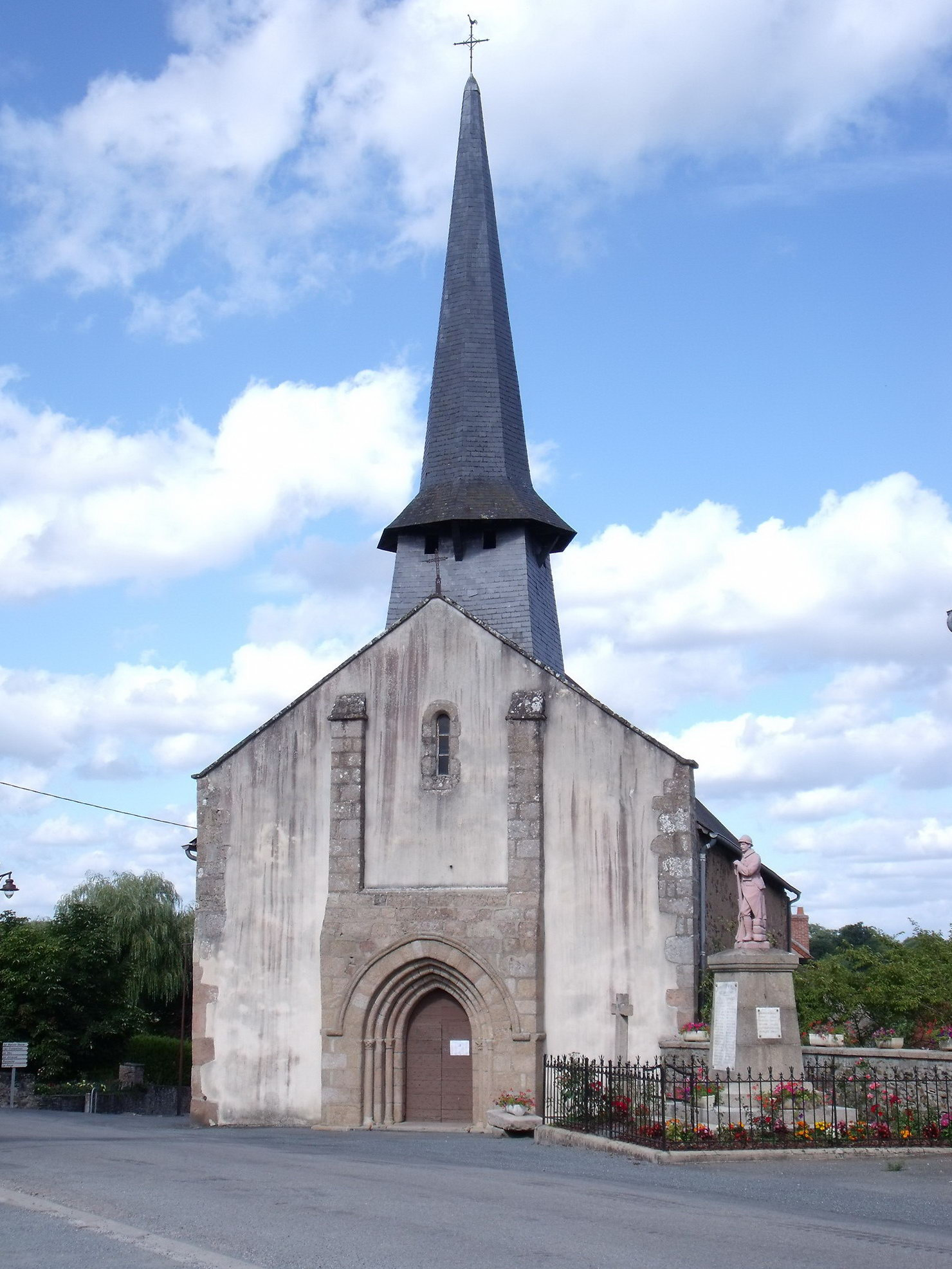
Kirche Saint-Avit, Monument historique

| Jahr      | 1962 | 1968 | 1975 | 1982 | 1990 | 1999 | 2008 | 2016 |
| --------- | ---- | ---- | ---- | ---- | ---- | ---- | ---- | ---- |
| Einwohner | 624  | 576  | 491  | 441  | 340  | 283  | 271  | 262  |